# Martin Selmayr

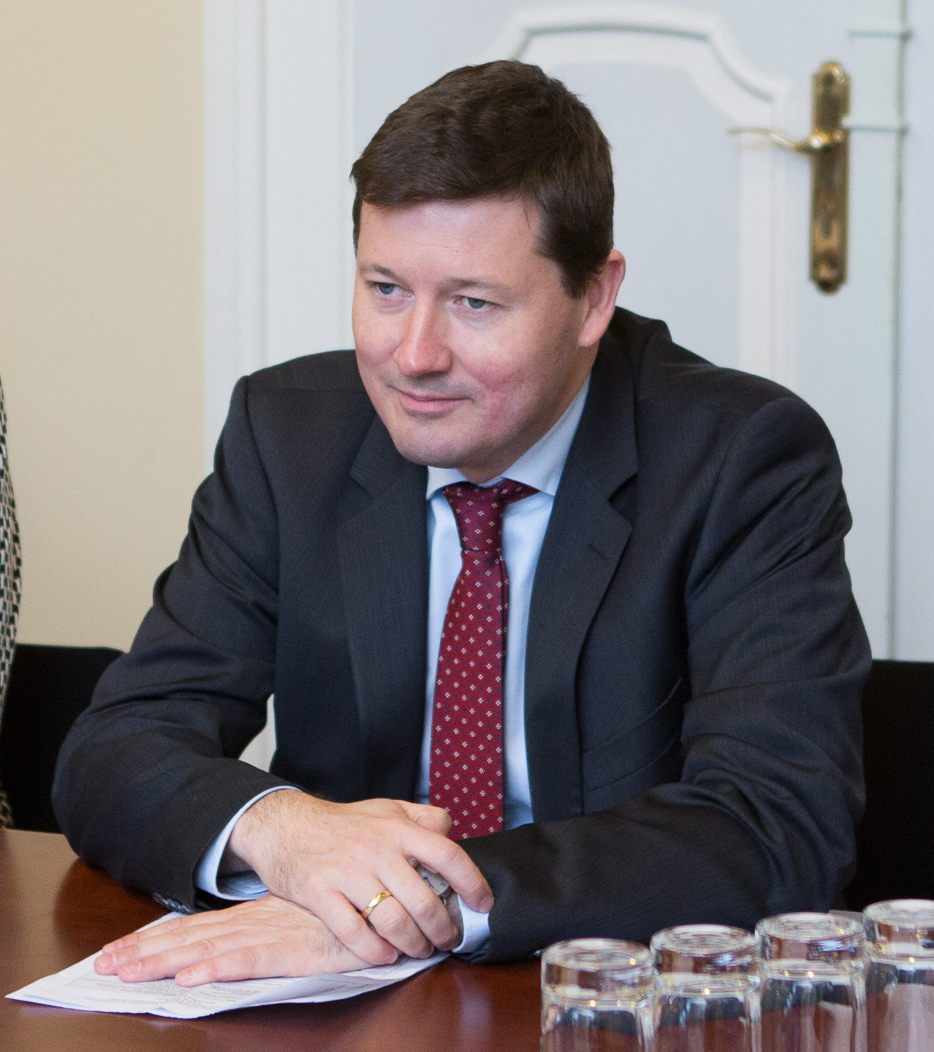
Martin Selmayr (2014)

Martin Selmayr (* 5. Dezember 1970 in Bonn) ist ein deutscher Jurist und EU-Beamter, der ab 2019 die Vertretung der Europäischen Kommission in Österreich leitete. Von November 2014 bis Ende Februar 2018 war er Kabinettchef des EU-Kommissionspräsidenten Jean-Claude Juncker und fungierte als Sherpa des Kommissionspräsidenten. Vom 1. März 2018 bis Juli 2019 war er Generalsekretär der Europäischen Kommission. Er steht der CDU und der Europäischen Volkspartei (EVP) nahe. Seit Oktober 2024 ist er als bilateraler EU-Delegationsleiter beim Heiligen Stuhl, San Marino und beim Malteserorden tätig; er ist als Leiter der Europäischen Delegation in Rom auch für die diplomatischen Beziehungen der EU zu den Rom-basierten UN-Institutionen verantwortlich.
Zudem ist Selmayr Honorarprofessor für Europäisches Wirtschafts- und Finanzrecht an der Universität des Saarlandes, Lehrbeauftragter für das Recht der Wirtschafts- und Währungsunion an der Universität für Weiterbildung Krems und ehrenamtlicher Direktor des an der Universität Passau ansässigen Centrums für Europarecht.

## Familie und Ausbildung
Selmayr wuchs in Bonn, Berlin, München und Karlsruhe auf. Sein Vater ist Gerhard Selmayr, Jurist und Gründungskanzler der Universität der Bundeswehr in München. Er ist Enkel zweier Generale, sein Großvater Josef Selmayr gehörte nach dem Zweiten Weltkrieg der Organisation Gehlen an und war erster Präsident des Militärischen Abschirmdienstes (MAD); mütterlicherseits war sein Großvater Heinz Gaedcke, einer der „Gründungsväter“ der Bundeswehr.
Nach dem Abitur am Otto-Hahn-Gymnasium Karlsruhe studierte Selmayr ab 1990 Rechtswissenschaften und wurde 1991 in die Studienstiftung des deutschen Volkes aufgenommen. 1991/92 studierte er an der Universität Genf und deren Institut universitaire d'etudes européennes, wo er beim Schweizer Staatssekretär Franz Blankart eine Diplomarbeit zu den Verhandlungen über den Europäischen Wirtschaftsraum verfasste. Im Anschluss daran studierte er an der Universität Passau. Anfang 1997 schloss er in Passau seine Studien mit dem Ersten Juristischen Staatsexamen ab. Im Juni 2000 legte er in München das Zweite Juristische Staatsexamen ab. Von 1997 bis 2000 war er wissenschaftlicher Mitarbeiter am Lehrstuhl für Staats- und Verwaltungsrecht, Völkerrecht und Europarecht an der Universität Passau bei Michael Schweitzer. Dort wurde er 2001 mit dem Thema Die Vergemeinschaftung der Währung mit der Note „summa cum laude“ promoviert.

## Beruflicher Werdegang

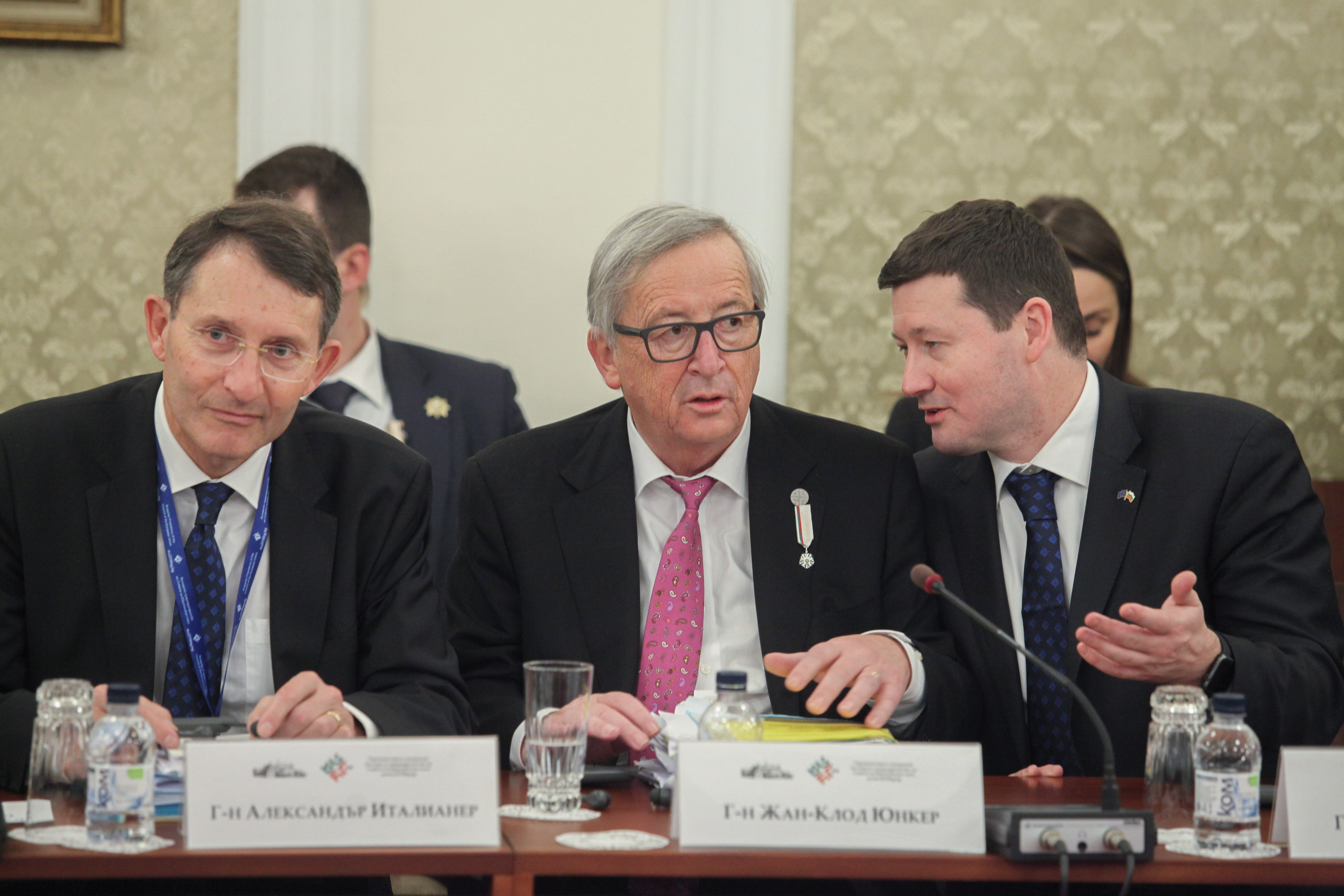
Selmayr als damaliger Kabinettchef von Kommissionspräsident Juncker in Bulgarien im Januar 2018; ganz links Alexander Italianer, sein Amtsvorgänger als Generalsekretär der Kommission.

Von 1998 bis 2000 arbeitete Selmayr für die Europäische Zentralbank in Frankfurt am Main. Seit 2004 ist er Beamter der Europäischen Kommission. Er war zunächst Kommissionssprecher für Informationsgesellschaft und Medien, das Ressort von Kommissarin Viviane Reding. Von Februar 2010 bis Juni 2014 war Selmayr Kabinettchef Redings, sowohl in ihrer Position als EU-Kommissarin für Justiz, Grundrechte und Bürgerschaft, als auch als Vizepräsidentin der Europäischen Kommission.
Im April und Mai 2014 leitete Selmayr den Wahlkampf von Juncker als Spitzenkandidat der Europäischen Volkspartei bei der Europawahl 2014. Im Juli 2014 wurde er zum Kabinettchef Junckers ernannt. Zum 1. März 2018 wurde Selmayr als Nachfolger von Alexander Italianer Generalsekretär der Europäischen Kommission. Am 16. Juli 2019 gab Selmayr seinen Rückzug vom Posten des Generalsekretärs für die darauffolgende Woche bekannt. Ab November 2019 war er als Nachfolger von Jörg Wojahn Leiter der Vertretung der Europäischen Kommission in Österreich. 2024 übernahm Wolfgang Bogensberger geschäftsführend die Leitung der Kommissionsvertretung in Wien, Selmayr erhielt eine Gastprofessur zu Europarecht am Institut für Innovation und Digitalisierung im Recht der Universität Wien.
Seit Oktober 2024 ist Selmayr als bilateraler EU-Delegationsleiter beim Heiligen Stuhl, San Marino und beim Malteserorden tätig; er ist als Leiter der Europäischen Delegation in Rom auch für die diplomatischen Beziehungen der EU zu den Rom-basierten UN-Institutionen verantwortlich.

## Kritik
Im Oktober 2017 wurde Selmayr in der britischen Presse vorgeworfen, Details der Brexit-Verhandlungen zwischen der EU und Großbritannien an Medienvertreter weitergegeben zu haben. Selmayr bestritt diese Vorwürfe.
Die Ernennung Selmayrs zum Generalsekretär der Europäischen Kommission erfolgte kurzfristig auf einer Sitzung der EU-Kommission am 21. Februar 2018. Selmayr wurde zunächst zum stellvertretenden Generalsekretär der Kommission ernannt und danach noch am selben Tag zum Generalsekretär, nachdem an diesem Morgen Amtsinhaber Italianer – unerwartet für fast alle außer für Juncker – seine Frühpensionierung beantragt hatte.
Dieses Verfahren stieß auf Kritik bei Parlamentariern der anderen Fraktionen im EU-Parlament, bei Teilen der EU-Kommission sowie bei Journalisten. Die Fraktion der Grünen/EFA verlangte eine parlamentarische Untersuchung im Haushaltskontrollausschuss des Europäischen Parlaments. Der französische Journalist Jean Quatremer, der die Beförderungsaffäre aufdeckte, bezeichnete sie als „Staatsstreich“. Ihm zufolge soll sich Selmayr die Zustimmung der Kommissare zu seiner Beförderung erkauft haben, indem er zusagte, die monatlichen Zahlungen an ausgeschiedene Kommissare von zwei Jahren auf bis zu fünf Jahre zu verlängern.
Die Europäische Bürgerbeauftragte zweifelte die Ernennung Selmayrs vom stellvertretenden Generalsekretär zum Generalsekretär an und kam zu dem Schluss, dass die Europäische Kommission „das EU-Recht nicht befolgt hat“. Die Erklärung des Bürgerbeauftragten wurde von der Kommission zurückgewiesen.
Neben dem „Durchstechen“ von Informationen und „Postenschieberei“ wird Selmayr politische Einflussnahme auf Kommissionsentscheidungen etwa bei der PKW-Maut vorgeworfen. Das Magazin Spiegel warf ihm in der Ausgabe 12/2018 unter dem Obertitel „Aktion Eigenlob“ vor, zwischen Weihnachten und Silvester 2017 die deutsch- und englischsprachigen Wikipedia-Artikel über seine Person so „aufgehübscht“ zu haben, dass seine Rolle bei Entscheidungen der EU stärker hervorgehoben wurde.
Selmayr geriet Anfang September 2023 in die öffentliche Kritik mit der Aussage, es werde „Blutgeld“ aus Österreich mit der Gasrechnung an Russland gezahlt. Die Aussage bezieht sich auf den Umstand, dass Österreichs Abhängigkeit von russischen Gaslieferungen auch nach dessen Angriffskrieg auf die Ukraine besteht und so zu russischen Deviseneinnahmen führt. Seit Ausbruch des Krieges im Februar 2022 wurde der russische Anteil am Gesamtgasimport Österreichs von rund 80 auf unter 60 % reduziert, daneben bestanden aber langfristige Liefervereinbarungen mit russischen Konzernen. Die Kommission distanzierte sich von den „bedauerlichen und unangemessenen Aussagen“ des Leiters der Repräsentanz in Österreich. „Zu der Sache ist alles gesagt, was gesagt worden ist.“ (Selmayr)

## Monographien
- The Law of The European Central Bank, Oxford (2001), in Zusammenarbeit mit Chiara Zilioli, Leiterin der Abteilung Institutionelles Recht der Europäischen Zentralbank.
- Das Recht der Wirtschafts- und Währungsunion – Erster Band: Die Vergemeinschaftung der Währung, Baden-Baden (2002).
- La Banca centrale europea, Mailand (2007), in Zusammenarbeit mit Chiara Zilioli und Prolog von Tommaso Padoa-Schioppa, Wirtschafts- und Finanzminister Italiens.

## Herausgeberschaften
- Zeitschrift für Datenschutz, erscheint seit September 2011 monatlich im Beck-Verlag, Mit-Herausgeber: Thomas Hoeren et al.
- European Competition Law. Europäisches Wettbewerbsrecht. Texte und Materialien. Deutsch-Englisch., München (2010), in Zusammenarbeit mit Hans-Georg Kamann (700 Seiten).
- Beck’scher Kurz-Kommentar zur Datenschutz-Grundverordnung, München (2017), gemeinsam mit Eugen Ehmann.[41]